# Devanir Ribeiro
Devanir Ribeiro (Getulina, 2 de fevereiro de 1944) é um político brasileiro filiado ao Partido dos Trabalhadores. Metalúrgico, ocupou os postos de diretor (1972-1975) e de primeiro-secretário (1976-1980) do sindicato da categoria de São Bernardo do Campo e Diadema. Foi deputado federal pelo PT nas legislaturas  de 2003-2007 e 2007-2011. Também foi vereador de São Paulo quatro vezes pelo mesmo partido (1989-1993/ 1993-1997/ 1997-2001/ 2001-2005).